# François Eudes de Mézeray
François Eudes de Mézeray (Ri, 1610 – Parigi, 10 luglio 1683) è stato uno storico francese.

## Biografia
Mézeray nacque a Ri, Argentan. Aveva due fratelli, uno dei quali, Giovanni Eudes, fondatore dell'ordine degli Eudisti. François studiò presso l'Università di Caen e completò la sua formazione presso il Collège Sainte-Barbe di Parigi. La sua opera Histoire de France depuis Faramond jusqu'au règne di Louis le juste (3 vol., 1643-1651) è una sintesi abbastanza precisa delle cronache francesi e latine.
Mézeray fece parte del commitato direttivo della rivista La Gazette.
Mézeray ottenne il titolo di "Storiografo del re di Francia". Nel 1649, alla morte di Vincent Voiture, fu ammesso all'Académie française. La sua opera Abrégé chronologique (3 vol., 1667-1668) ebbe quindici edizioni nel periodo che intercorre il 1668 e il 1717. In quest'opera Mézeray attaccò il mondo della finanza e il sistema tributario, con la conseguenza che Colbert gli ridusse il suo stipendio di storiografo.
Mézeray succedette a Valentin Conrart come segretario permanente dell'Académie française (1675); morì a Parigi. Tradusse Traité de la religios chretienne (1640) di Grozio e Histoire des Turcs depuis 1612 jusqu'en 1649 (1650), che è un'aggiunta della continuazione di Laonikos Chalkokondyles.